# Herzl Rivkin
Herzl Rivkin (născut Haisiner; în idiș ‏הערצל ריװקין-הײַסינער‏‎; în rusă Герцл Ривкин, transliterat: Herțl Rivkin; n. 1908, gubernia Basarabia, Imperiul Rus – d. 14 septembrie 1951, Ekıbastūz⁠(d), RSS Kazahă, URSS) a fost un evreu basarabean, poet și romancier român și sovietic.

## Biografie
S-a născut în colonia evreiască Căprești (acum în raionul Florești, Republica Moldova) din ținutul Soroca, gubernia Basarabia, (Imperiul Rus), în familia lui Leizer și Rivka Heisiner. Părinții au numit copilul după Theodor Herzl. În anii 1928-1931 a studiat la școala tehnică de construcții din Chișinău, în anii 1931-1932 a slujit în armata română. În 1935-1940 a studiat la București profesia de inginer rutier.
A debutat în numărul din iulie al ziarului Dos Cooperative Worth („Cuvântul cooperativ”) din Chișinău în 1931 și în colecția Onzog („Anunț”), împreună cu Herș-Leib Kajber și Iakov Iakir publicată la Chișinău în același 1931, concepută ca o publicație literară periodică a tinerilor scriitori basarabeni din România. În timp ce locuia la Chișinău, a fost publicat în cotidianul local Unzer Zeit („Timpul nostru”, editat de Zolmen Rozental) și în revista Chernivitser Blater („File de Cernăuți”) din Cernăuți. La mijlocul anilor 1930, a devenit membru al grupului literar al scriitorilor basarabeni Jung-Roumene („România tânără”) din București. A aderat la punctele de vedere pro-comuniste.
La București a publicat în săptămânalul Di Vokh („Săptămâna”, editat de Moishe Altman) și în revista Scheibm („Ferestre”), care a fost publicată de Iacob Sternberg și Solomon Bickel. Prima sa carte, o colecție de poezii numită Fun Shkheinishn Dorf („Dintr-un sat vecin”), publicată în editura revistei Scheibm, i-a adus imediat faima. Poemul omonim Fun Shkheinishn Dorf a fost muzicat de compozitorul basarabean Zeilik Bardicever și a devenit rapid un cântec popular. O altă poezie populară a lui Rivkin Haim-Burekh ot-o-fur eh a fost publicată în Di Vokh.
După ocuparea Basarabiei de către URSS, s-a întors la Chișinău, ulterior, a fost publicat în revista „Literatura sovietică” din Kiev. În anii 1941-1945 s-a aflat în evacuare în Uzbekistan, unde a cooperat cu corpul Comitetului evreiesc antifascist (EAK) Einikite („Unitate”). După război, s-a întors din nou la Chișinău. În antologia Eimland („Patria-Mamă”) din Moscova și-a publicat povestea Arum Kesl-Tsekh („În jurul căldării”), care marchează trecerea sa la realismul socialist. În 1948, editura moscovită Der Emes („Adevărul”), cu sprijinul criticului proeminent I. Dobrușin, a publicat cartea Derceilungen („Povestiri”).
A fost arestat împreună cu toți scriitorii evrei din Chișinău la 9 martie 1949 sub acuzația de colaborare cu EAK și troțkism (așa-numitul caz Nr. 5390). După opt luni la Chișinău, la sfârșitul lunii septembrie a aceluiași an, a fost condamnat la zece ani de muncă forțată în lagăr. În timpul transferului la Kuibîșev, a fost separat de grupul de scriitori-prizonieri evrei basarabeni (Iakov Iakir, Moishe Altman, Motl Sakțier) și trimis în lagărul „Pesceanlag” din Ekibastuz, RSS Kazahă. Acolo, s-a îmbolnăvit și a murit curând la vârsta de patruzeci și doi de ani, în timpul unei intervenții chirurgicale de urgență. A fost singurul membru al grupului de scriitori basarabeni implicat în cazul nr. 5390 care nu a supraviețuit până la eliberare. În 2000, poeziile sale, traduse în limba rusă de Rudolf Olșevski, au fost publicate la Chișinău (colecția „Umbre zburătoare”).